# 역사적 성경해석
역사적 성경해석(歷史的 聖經 解釋, 영어: historical interpretation of the Bible 히스토리컬 인터프리테이션 오브 더 바이블[*])은 4세기 기독교 공인 이후 보편 교회의 성경해석의 기본이었고, 여기에 알레고리 성경해석이 보조적으로 활용되었다. 사도 바울로도 현대의 성경해석 기법의 수준은 아니지만, 알레고리 성경해석 성향을 경계하고 역사적 성경해석의 성향을 지지하였다.
현재 기독교에서 개신교회와 동방 정교회의 성경해석 기준이고, 천주교는 일부 역사적 해석을 수용하나 알레고리 성경해석을 기준으로 한다. 기독교의 성경 해석 역사에서 알레고리 성경해석과 함께 2세기부터 발전한 양대 성경해석 방법 중 하나이다. 2세기 기독교 신학의 3대 주요 지역의 신학 계열에서 안디옥과 카르타고 신학계열의 주류 성경해석 방법이 역사적 성경해석 방법이었고, 알렉산드리아 신학계열의 주류 성경해석 방법이 알레고리 성경해석 방법이었다. 역사적 성경해석은 성경 본문의 의미와 의도, 역사적인 정보, 본문의 구성을 중심으로 성경을 해석하는 방법이다. 초기 기독교 역사에서 안디옥 학파의 신학 사조가 주류 신학이 되었으며, 알렉산드리아 학파와 7세기 이슬람 세력의 아랍인이 파괴해 폐허가 되었던 카르타고 학파의 신학사조는 보조적 신학이 되었다.
역사적 성경해석은 4세기 초, 기독교 공인 이후 보편 교회의 성경해석의 기본이었고, 여기에 알레고리 성경해석을 보조적으로 활용했다. 11세기 교회 대분열 이후 동방교회는 지속적으로 본문을 강조하는 역사적 성경해석을 토대로 한 알레고리 해석의 보조적 활용을 강조하였으나, 서방교회는 교황제도의 도입으로 해석자에 권한이 주어지는 알레고리 성경해석을 중요시하였다. 16세기 서방교회 종교개혁으로 개혁 찬성파인 개신교회에서 역사적 성경해석 방법을 재조명하고 연구하여 역사적 방법론을 근간으로 현재의 성경신학이 형성되었다.

## 역사적 성경해석 용어 의미
역사적 성경해석은 기독교 초기부터 등장한 성경 해석 방법으로 성경 본문의 배경과 관련된 역사적 정보, 본문 자체의 구성 의도와 의미를 해석하는 성경해석 방법이다. 문학비평이론의 역사주의 해석이나 문학비평가인 상트 뢰브가 주장한 전기비평 즉 문학작품의 역사배경, 작가의 전기정보로써 문학작품을 읽어야 한다는 생각과 같다. 또 다른 방식인 알레고리 성경해석 방법은 은유적인 사항과 흔히 영적이라는 숨겨진 의도를 찾고자 하는 해석으로 특정 주제를 지지하는 방식으로 흔히 사용되어 성경 본문을 우화처럼 본문에서 숨겨진 윤리 또는 숨겨진 종말 등의 의미를 밝히는 성경해석 방법이다. 역사적 성경해석은 본문의 의미와 기록자의 의도, 역사적인 정보, 본문의 구성에 관심을 기울이는 성경해석으로 초대교회와 보편교회 시기부터도 중시했던 성경해석의 주요한 연구, 주석 방식이다.

## 초대 교회의 역사적 성경 해석
초대교회의 주요 문헌인 신약성경에는 사도 바울로가 알레고리 해석 방법에 대해 공격한 비평이 있다. 기독교 공인 이전인 2세기부터 역사적 성경해석을 중요한 성경해석으로 활용하였고, 기독교 신학의 중심지였던 세 지역 카르타고와 안디옥, 알렉산드리아 중에서 카르타고 신학과 안디옥 신학은 역사적 성경 해석을 알렉산드리아 신학은 알레고리 성경해석을 강조하였다.
각 지역 신학자들은 해석방법 강조의 차이가 있었고, 두 방식을 모두 활용하였다. 역사적 성경해석을 강조하는 지역인 안디옥의 신학자인 이레니우스도 세부 설명에는 알레고리 방식을 일부 활용하기도 했으며, 알레고리 방식을 강조하는 지역인 알렉산드리아의 신학자인 오리게네스도 역사적 방식을 일부 적용하기도 하였다.
기독교 신학은 점차 안디옥 신학이 중심적 신학 사상이 되었으며, 기독교 초기 문헌에서도 역사적 해석방법을 따르는 성경 이해가 주요 경향이었다. 초대교회 시기인 1세기 또는 2세기 문헌으로 알려진 《열두 사도들의 가르침》에서 신약성경 인용은 역사적 성경해석을 통해 특히 마태복음을 따라 기록했다고 본다. 3세기 문헌인 히폴리투스의 《사도 전승》에서도 성경의 인용은 역사적 해석방법을 통해서 성경본문을 인용한다. 기독교 초대교회에서는 대체로 성경을 역사적 해석방법을 근간으로 이해하였으며, 알레고리 해석방법은 보충적으로 사용하였다.

## 공교회 시기 이후의 성경해석 분열
11세기까지 콘스탄티노폴리스를 중심으로 5개 지역의 공교회(보편교회)로서 기독교는 존재했다. 4세기 기독교의 공인 이후에도 성경이해는 초대 교회의 방식에 크게 벗어나지 않은 역사적 성경해석을 기본으로 하는 알레고리 성경해석의 부분적 적용이었다. 하지만 11세기 이후 공교회가 대분열로 동방교회에서 서방교회가 분열한 이후에 동방교회는 기존의 성경해석 방법인 역사적 성경해석을 중심으로 하는 해석방식을 유지하였고, 분리된 서방교회는 공교회와 다른 교종의 강조와 새로운 교리 형성 등 이를 위한 성경해석이 새롭게 필요했다.
서방교회는 독자적인 정체성을 갖추기 위해서 우선적으로 교종, 즉 교황을 중심으로 하는 왕권구조 조직과 국가로서 교황령을 다스리는 교회로 그 형태를 강화하였고, 교황의 해석을 중시하는 알레고리 성경해석 방법을 강화하였다. 알렉산드리아 신학의 성경 이해를 강조하여 오리게네스의 성경 이해 방식을 기준으로 삼았으며, 역사적 성경해석을 바탕으로 알레고리 성경해석을 적용한 히포의 아우구스티누스의 해석 방식에서 알레고리 성경해석 방식만을 추출하여 교리 형성에 활용하였다. 서방교회는 점차 역사적 성경해석 방법의 성경 이해가 점차 옅어지고, 교황과 교회학자들이 기준이 되어 형성한 알레고리 성경 해석과 교리를 수용하는 형태로 변화하였다.

## 종교개혁의 역사적 성경해석
16세기 서방교회의 문제로 인해 종교개혁 즉 서방교회 개혁 운동이 형성되었고, 종교개혁 찬성파는 개혁 반대파가 지지하는 알레고리 성경해석을 극복하기 하기 위해서 역사적 성경해석을 지지하였고, 특히 에라스뮈스가 강화한 역사적 성경해석 방법인 역사 문법적 방법을 활용하여 종교개혁 사상을 형성하고, 개혁 반대파의 알레고리 성경해석과 그를 바탕으로 하는 교황주의 교리와 주장을 논박하였다.
종교개혁 찬성파, 즉 개신교회의 성경해석은 역사적 성경해석의 발전 방식에 인문주의의 역사 문법적 방법을 수용하였다.

### 역사 문법적 방법
역사 문법적 방법(historical-grammatical method)은 성경 본문에서 성경 저자의 원래의 의도된 의미를 발견하기 위한 기독교 해석학 방법이다. 종교개혁 시대부터 개신교회의 전통 성경해석 방법의 일환으로 수용되었고, 현재까지도 주요한 성경 해석 방법이다. 현대의 성서신학 방법론인 역사비평학(historical-critical method)을 수용하지 않는 보수 개신교 학자들도 사용하는 주요 성경 해석 방법이다. 역사적 문법적 방법은 독자의 이해를 강조하는 독자 반응 해석과도 다르지만 본문의 역사적 상황과 본문의 문법적 구조와 특성을 이해하는데 강조점을 가진다.

### 역사 문법적 방법의 등장
르네상스는 헬라와 로마의 고전에 관심을 가짐으로써 고전 해석에 새로운 관점을 열어주었다. 즉 단절되었던 고대 그리스 문명과 동방교회의 신학에 대한 새로운 발견을 하였다. 성경해석 역시 서방교회에서는 잊혀진 초대교회 안디옥 신학의 성격해석 방법인 역사적 성경해석을 이해하게 되었고, 이런 영향을 받은 인문주의자들은 원전을 해석하는 학문적 방법까지 발전시켰다. 특히 헬라어 신약 성경 해석에 사용했다. 에라스무스는 헬라어 신약 성경의 첫판을 출판함으로써 서방교회에서 잠자던 역사적 성경해석 방법인 역사적이며 문법적 해석 방법을 도입하였다. 그는 자신의 이 해석원리를 신약성경 (라틴어: Novum Instrumentum 노붐 인스트루멘툼[*])의 서문에서 말했는데, 그가 제안한 것은 해석자가 원어와 그 시대의 역사적, 지리적 그리고 사회적 상황과 함께 문법적인 사용에 의해서 본문의 참된 의미를 이해해야 한다고 주장했다.

### 종교개혁가들의 사용
서방교회의 종교개혁의 찬성파인 루터와 칼뱅과 같은 개신교 종교개혁가들은 성경을 정확하게 해석하기 위하여 역사적 성경해석 방법에 인문주의자들의 언어적-역사적 방법을 수용하였다. 그들은 이 방법을 통하여 알렉산드리아 신학의 오리게네스에서 유래한 서방교회의 중세기 해석가들의 4중적 의미의 해석을 반대하고 역사적이며 문법 즉 문장 구조의 의미를 강조했다. 개혁 반대파가 알렉산드리아 신학의 주요 교부들만의 전통과 교황의 권위에 의하여 성경을 해석하는 것을 반대하고, 성경이 성경을 통해 해석되는 원리인 역사적 성경해석을 주장했다.

### 영향
서방교회의 개신교회를 통한 역사적 성경해석의 재발견과 역사적 문법적 해석은 현대의 성경 해석학의 시초로 성경 저자의 의도를 바르게 전달하며, 독자들에게 학문적으로 성경을 이해하는데 도움을 주었다. 이후 역사적 성경 해석의 발전 형태인 성경신학과 근대적 성경 주석 방법론인 성경 비평 방법론의 토대가 되었다.

## 계몽주의 이후의 역사적 성경해석
16세기 종교개혁 사상에서 기독교 전통의 역사적 성경해석을 위해 인문주의자들의 역사 문법적 방법을 수용한 개신교회의 성경 이해는 역사적 시각으로 성경을 바라보도록 하였다. 종교개혁가들이 고전 문헌을 분석하는 다양한 역사 문법적 방법을 수용하였으므로 성경을 다른 고대 문헌과 유사한 방식으로 해석할 수 있다는 사실을 이미 종교개혁 시기가 지난 17세기 개신교회 정통주의 시대에서도 널리 이해되었다.

### 역사적 성경해석의 심화
17세기에 등장하여 18세기에 서유럽의 강력한 사상으로 등장한 계몽주의 하에서 개신교회 신학의 발전과 함께 성경 해석 역시 성경 본문의 구조와 배경을 다루던 역사적 성경해석에서 더 세부적으로 성경 본문에 접근하여 연구하고 주석하도록 하였다. 18세기 이후 성경 기록자 당시의 역사적 정황과 당시의 시대적 배경이 미친 영향을 연구하는 다양한 방법론이 등장하였다. 성경은 단순히 복음의 담보와 교리적 측면에서가 아니라 다양한 역사 시대적 배경과 목적을 위해 해석하고 주석할 수 있는 방법론들이 등장하였다.

### 성경신학의 배경인 역사적 성경해석
이 방법론들은 여전히 초대교회의 역사적 성경해석 방법과 종교개혁 시대의 역사문법적 방법을 수용한 역사적 성경해석을 전승한 것으로 역사적 비평학으로 불리며 근대적 성경신학의 기틀을 형성한다.

## 근대의 성경 연구 방법론
근대의 성경 연구 방법론은 기독교 신학의 초기 역사적 성경해석과 종교개혁 시대의 발전된 역사 문법적 방법을 수용한 역사적 성경해석을 통해 발전하였다. 18세기 계몽주의 이후 성경신학은 역사적 성경해석 방법을 따른 성경 분석 방법론을 토대로 형성되었다. 근대적 성경 연구방법은 기독교 신학의 성경해석 방법론인 역사적 성경해석의 발전형태로 종교개혁 시대에 수용한 역사문법적 방법에서 발전한 방법론이다.

### 역사적 성경해석의 근대적 방법론
성경 연구 방법론은 성경 기록자의 초기 의도와 저자의 원래 의도가 무엇인지 다루는 본문 비평 방법론, 성경 본문의 시간 공간적인 지리와 문화적 배경을 다루는 역사적 비평 방법론, 단어나 구, 문장의 단락과 구문의 직접적 의미를 연구하는 문법적 비평 방법론, 문장의 문맥과 단락의 수사학적 구성, 문장 구조를 연구하는 문학적 비평 방법론, 비유의 본문과 예언 본문, 찬송 본문, 설명 본문 등의 본문의 양식을 다루고 분석하는 양식 비평 방법론, 모음 형식의 성경 본문이 모이기 전 전승되던 시절의 역사를 연구하는 전승 비평 방법론, 현재 성경 본문의 전체적인 문맥과 구성에서 최종 성경 본문의 의미는 무엇인지 연구하는 편집 비평 방법론 등으로 발전하였다.

### 근대 방법론의 의미
이런 방법론은 근대적 성경신학을 형성하게 하였고, 종교개혁 사상의 성경 이해인 역사적 성경 해석의 전통을 따르면서도 현대 교회에 올바른 성경 주석을 할 수 있는 지침을 제공하였다.

## 현대의 역사적 성경해석
현대의 역사적 성경해석은 서방교회의 개신교회에서 발전하였다. 현재 성경신학과 신학 이해의 주요한 신학적 지침이 되었고, 성경을 더욱 풍부하게 연구하고, 성경의 의미를 파악하도록 하였다. 역사적 성경해석을 따르는 개신교회의 성경 신학은 19세기 천주교회의 바티칸 회의 이후 일부 수용되었으며, 역사적 성경해석을 지닌 정교회에서도 적극 수용하였다. 역사적 성경해석은 현대에 와서도 성경을 이해하는 주요 신학적 지침으로 여전히 작용하고 있다.

## 같이 보기
- 역사문법적 방법
- 알레고리 성경해석
- 4중적 의미의 해석
- 신학적 해석학
- 해석학 (철학)
- 석의
- 역사비평학